# Vanina Pinter
Vanina Pinter est une historienne du design graphique, critique, journaliste, enseignante et commissaire d'exposition française.
Lors de son double-cursus en Philosophie et en Histoire de l'Art, elle s'intéresse notamment à la question du féminisme dans l'art. Entre 2001 et 2007 elle est rédactrice-en-chef adjointe de la revue étapes en binôme avec Étienne Hervy. Elle participe à la revue en ligne Tombolo. Elle porte un intérêt tout particulier à la visibilité professionnelle des femmes, que ce soit dans son travail d'historienne, en tant qu'observatrice de l'actualité du design graphique, en tant que commissaire d'exposition ou comme enseignante : « que vais-je dire à mes étudiantes ? Coincées entre les rêves et la réalité… statistiquement, elles ont plus de chance de faire un stage qu’une affiche à Chaumont »,.
Elle enseigne l'Histoire du design graphique à l'École supérieure d'art et design Le Havre-Rouen et a aussi enseigné à Orléans et à Reims.

## Commissariat d'expositions (sélection)
- Impressions françaises, Festival international de l'affiche et du graphisme de Chaumont, 2007 (avec Étienne Hervy)
- Placard(s), école supérieure d'art de Lorient, 2009 (avec Étienne Hervy)
- Architecture et graphisme, Maison de l'architecture à Lille, 2010 (avec Étienne Hervy)
- Marcel Duchamp, faire impression, Galerie 65, Le Havre, 2018[8] (avec Danièle Gutmann)
- Variations épicènes, Maison d'art Bernard-Anthonioz, Nogent-sur-Marne, 2020[9]
- Parade (Variations épicènes #2), Centre national du graphisme, Chaumont, 2023[10], qui entend remédier à l'invisibilité des femmes dans l'Histoire du graphisme « par sa sélection d'une quarantaine d'autrices contemporaines » de toutes les générations[11].
- Des éclats de lucidité : Alain le Quernec, affichiste, 8 juin au 4 octobre 2024, Médiathèque et chapelle des Ursulines, à Quimperlé[12],[13]